# 住友大廈

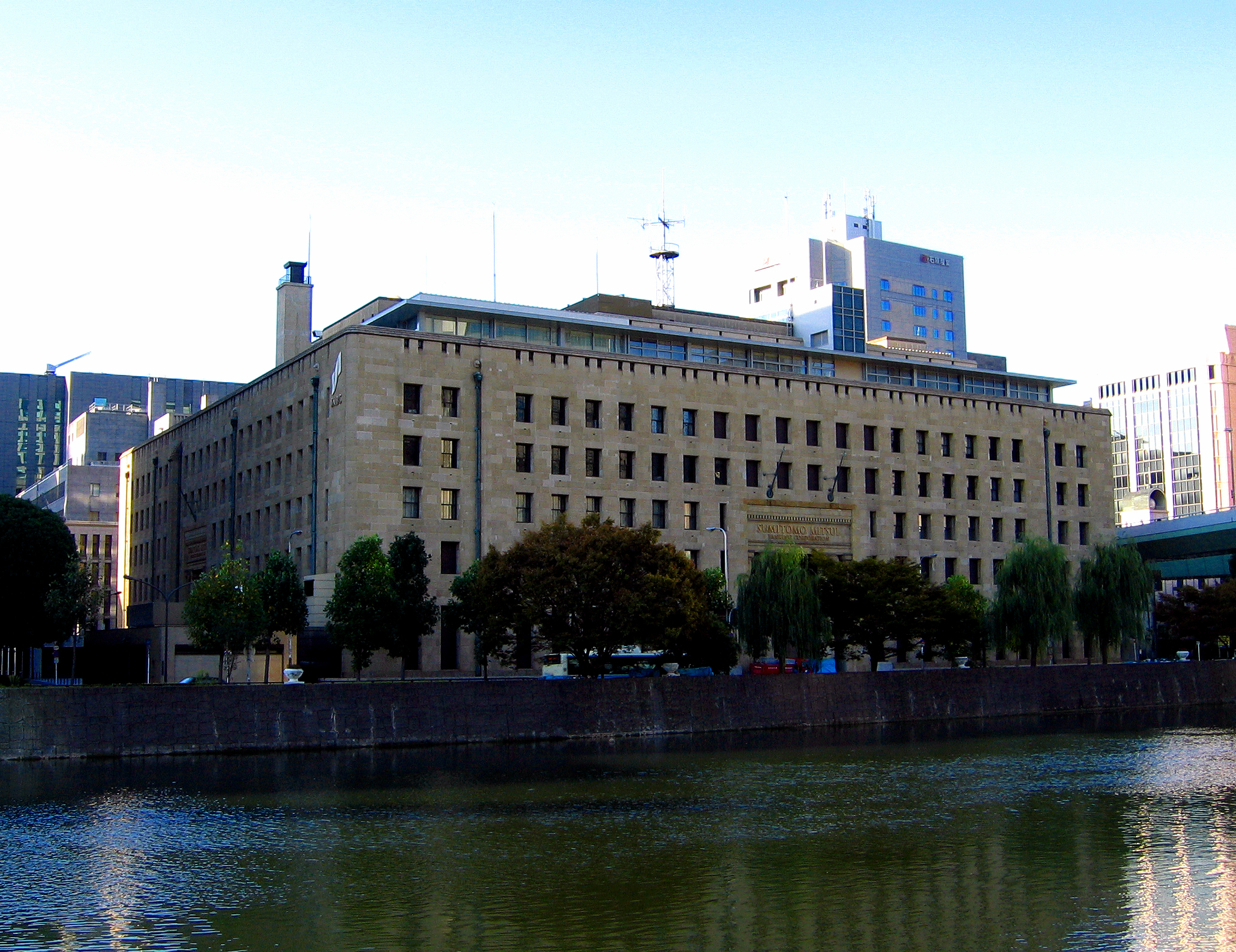

住友大廈（日语：住友ビルディング、すみともビルディング）是位於日本大阪府大阪市中央區北濱的一座建築，曾是住友財閥的據點。以該建築為中心，這一地區修建有眾多住友集團的建築，因此有「住友村」的別名。建築一期竣工於1926年，二期竣工於1930年。二戰之前，住友本社亦在這裡辦公。正式名稱是三井住友銀行大阪本店大廈。

## 外部連結
- 三井住友銀行大阪本店ビル （页面存档备份，存于） - 住友グループ広報委員会